# Bulbophyllum tricarinatum
Bulbophyllum tricarinatum là một loài phong lan thuộc chi Bulbophyllum.